# Lilliehöök
Lilliehöök (Lilliehööck, Lilliehoek, Lilliehök), är en svensk adelsätt från Västergötland, som fortlever i grenarna Lilliehöök af Fårdala och Lilliehöök af Gälared och Kolbäck. Ingen av dessa grenar av släkten kallade sig Lilliehöök före år 1633, när namnet användes första gången efter ättens vapensköld, en styckad sköld med en hök i övre fältet och en halv lilja i nedre fältet. Samma vapen fördes av bland andra släkten Kafle och den äldre släkten Lake och har senare påverkat vapnet för ätterna Hökeflycht och Papegoja, vilka härstammar från ätten Lilliehöök på mödernet.

## Historia
Ätten är känd som frälsesläkt sedan 1462  med äldste kände stamfader häradshövdingen i Kullings och Bjärke härader, väpnaren Bertil Persson (Pedersson) på Kolbäcks gård i Bergstena socken norr om Alingsås och Lena i Västergötland. Gården Kolbäck, en av de allra äldsta sätesgårdarna i Västergötland, fick han troligen genom gifte med Gunilla Torbjörnsdotter, dotter till den föregående ägaren Torbjörn Jonsson Gumsehuvud.
I Lilliehöökarnas ägo vandrade Kolbäck i minst 10 generationer, mer än 200 år.
Bertil Perssons son Per Bertilsson eller Per Bonde (död något av åren 1482—85) på Upplo i Magra socken var 1481 häradshövding i Ale härad. En annan son, Brynte Bertilsson (död 1510), som också skall ha bott på Upplo och var gift med Christina Tordsdotter (Store), (enligt Biskop Hans Brasks släktbok), var häradshövding i Kulling. Enligt Yngsta rimkrönikan stupade han mot danskarna i striden vid Örkelljunga. Olaus Magnus har skildrat, hur änkan lyckades återfå hans lik, som av hans söner bars hem till Västergötland på sju dagar. En dansk visa uppger, att Brynte Bertilsson i denna strid var svenskarnas banerförare och blev nedhuggen av danskarnas befälhavare Tyge Krabbe.
Vid Riddarhusets grundande 1625 bestod släkten av tre grenar: de två äldre Kolbäck och Gälared förenades i nummer 66 Lilliehöök af Gälared och Kolbäck, och en yngre gren blev nummer 1 Lilliehöök af Fårdala. Den äldre adliga Kolbäcksgrenen fortlever, liksom Gälaredsgrenen vilken av misstag skrevs in på den yngre af Fårdala efter att denna egentligen utdött.
Utan påvisbart samband med den här redovisade släkten var Jacob Jöransson Lilliehöök (död mellan 1656 och 1664) på Ölanda i Istrum, som hade antagit släktnamnet under föregivande att han tillhörde släkten och trots protester deltog i flera riksdagar.

## Lilliehöök af Gälared och Kolbäck
Adliga ätten Lilliehöök af Gälared och Kolbäck 
De äldre Kolbäcks- och Gälaredsgrenarna av ätten Lilliehöök placerades i tredje klassen under gemensamt nummer 33 (ändrat till 66) vid Riddarhusets inrättande 1625.
Gälaredsgrenen kom på 1760-talet genom ett misstag att överföras till Fårdalagrenens stamtavla, vilken senare aldrig blev avförd vid utslocknandet 1801. Den kvarstående Kolbäcksgrenen är av den äldre av ätterna Lilliehöök. Ätten uppflyttades 3 november 1778 i dåvarande riddarklassen.
Sätesgård för ätten Lilliehöök af Gälared och Kolbäck är sedan sex generationer Lindhult i Stafsinge socken, i Falkenbergs kommun i Halland.
Från 1756 har Lindhult tillhört medlemmar av ätten Lilliehöök af Gälared och Kolbäck, när den förvärvades av kaptenen Fredrik Malcolm Lilliehöök.  Lindhult utvecklades under mitten av 1800-talet till ett storjordbruk om 1200 tunnland med inriktning på kreatursavel. Hallands läns första lantbruksskola var från 1869 förlagd till Lindhult och förestods av Carl Johan Lilliehöök, som tillträtt Lindhult 1848 och ägde det från 1858. Denne blev föregångsman inom halländskt jordbruk. På gårdens startade han bland annat landets första handelsplantskola som alltjämt drivs på godset.
Några medlemmar ur släktgrenen
- Måns Bryntesson Lilliehöök
- Ebba Lilliehöök
- Gustaf Arvid Lilliehöök
- Axel Lilliehöök
- Gösta Lilliehöök

## Lilliehöök af Fårdala
Den yngre grenen Lilliehöök af Fårdala inrangerades såsom gammal riksrådssläkt i den andra klassen som adelsätt nummer 1, vid Riddarhusets inrättande 1625.
Två bröder av den ursprungliga Fårdala ättegrenen, Jakob Lilliehöök och Anders Lilliehöök (1633–1657 respektive 1635–1685) upphöjdes 1651 tack vare faderns, generalen av infanteriet Johan Lilliehöök (1598–1642) förtjänster i friherrligt stånd och introducerades 1652 under nr 13. Ätten utslocknade dock redan 1685 med Anders Lilliehööks död.
Den utslocknade med sin siste manlige medlem major Anders Fabian Lilliehöök af Fårdala, som avled i Eksjö 1801. Vapenskölden slogs sönder som ett tecken på att ätten hade dött ut. Släktens medlemmar härstammade från riksråd och ätten tillhörde sålunda den ursprungliga riddarklassen (andra klassen) enligt 1626 års riddarhusordning.
Emellertid hade den yngre grenen inom ätten Lilliehöök af Gälared och Kolbäck genom förbiseende vid sammanställningen av riddarhusgenealogiernas första redaktion på 1760-talet uppförts på Riddarhusets stamtavla gällande ätten Lilliehöök af Fårdala. Då den ursprungliga Fårdalagrenen dog ut 1801 underlät man på Riddarhuskansliet att föra av ätten och genom detta misstag kom den utdöda ätten Lilliehöök af Fårdala att fortsättas genom Gälaredsgrenen från släkten Lilliehöök af Gälared och Kolbäck.
Carl Lilljehöök (1754—1820) tjänstgjorde 1778-1781 i engelska flottan och deltog i finska kriget 1788—1790 samt blev 1812 överste i flottorna. Sedan riksrådsättlingarna inom släkten Lilliehöök, vilka på riddarhuset introducerats i andra klassen och fått benämningen Lilliehöök af Fårdala, utdött 1801, kom Carl Lilliehöök, en av hans söner och hans brors ättlingar att representera denna släktgren.
Medlemmar av Gälaredsgrenen kom härigenom från 1809 att företräda den utdöda adliga Fårdalagrenen  ätten nr 1. Riddarhusdirektionen beslöt 1861 – med hänvisning till gammal hävd – att godkänna att Gälaredsgrenen även fortsättningsvis skulle tillåtas att representera ätten Lillehöök af Fårdala, som sålunda åtminstone rent formellt på intet sätt kan anses vara utdöd och medlemmarna för av tradition sedan 1700-talets mitt en friherrlig krona på hjälmen.

## Medlemmar ur släkten

### Alfabetiskt ordnade
- Anders Lilliehöök (1635–1685), ämbetsman
- Anna Lilliehöök (född 1947), politiker, moderat
- Axel Lilliehöök, flera personer
  - Axel Lilliehöök (militär) (1830–1904), militär
  - Axel Lilliehöök (reklamman) (1930–2015), direktör och målare

- Bengt Lilliehöök (1612–1665), militär och ämbetsman
- Bertil Lilliehöök , flera personer
  - Bertil Lilliehöök (1809–1890), militär
  - Bertil Lilliehöök (1870–1967), militär
  - Bertil Lilliehöök (1914–2005), agronom
  - Bertil Pedersson (Lilliehöök) (aktiv 1462–1494), häradshövding
- Birgitta Lilliehöök (1899–1990), tecknare, författare och journalist
- Boijan Lilliehöök (1899–1979), målare

- Carl Malcolm Lilliehöök (1847–1928), militär och hovman
- Carl Mauritz Lilliehöök (1691–1760), psalmförfattare
- Claës Lilliehöök (1841–1929), militär och bankman
- Clara Sabina Lilliehöök (1686–1758), företagare

- Ebba Månsdotter (Lilliehöök) (1529–1609), brukspatron och grevskapsförvaltare
- Eleonor Lilliehöök (1887–1977), ledare inom husmodersrörelsen
- Eric Lilliehöök, flera personer
  - Eric Lilliehöök (1870–1952), kapten, godsägare och möbelformgivare
  - Eric Lilliehöök (1878–1967), överste
  - Eric Lilliehöök (bibliotekarie) (1910–1990)
  - Erik Gustaf Lilliehöök (1807–1878), militär och riksdagsman
- Esbjörn Pedersson (Lilliehöök) (död 1580), godsägare

- Fredrik Lilliehöök (1860–1930), ingenjör

- Gabriel Lilliehöök (död 1706), militär
- Gösta Lilliehöök, flera personer
  - Gösta Lilliehöök (järnvägsman) (1829–1922), militär och järnvägsbyggare
  - Gösta Lilliehöök (general) (1871–1952)
  - Gösta Lilliehöök (idrottare) (1884–1974), militär, modern femkampare och tjänsteman

- Hugo Lilliehöök (1845–1912), ingenjör, direktör och politiker

- Jakob Lilliehöök (1633–1657), major
- Johan Lilliehöök, flera personer
  - Johan Lilliehöök (1598-1642), militär, rikstygmästare
  - Johan Lilliehöök (1834–1918), militär och skriftställare
  - Johan Lilliehöök (1865–1949), affärsman och diplomat
  - Johan Lilliehöök (född 1963), arkivarie, museiman samt pionjär i Sverige för amerikansk fotboll

- Lennart Lilliehöök (1872–1950), militär

- Måns Bryntesson (Lilliehöök) (avrättad 1529), deltog i Västgötaherrarnas uppror

- Nils Andersson (Lilliehöök) (1561–1618), ståthållare, riksråd

- Sigge Lilliehöök (1913–2004), diplomat
- Svante Lilliehöök (1909–1966), jägmästare

- Ulf Lilliehöök (1914–1991), jägmästare

### Kronologiskt ordnade
- Bertil Pedersson (Lilliehöök) till Kolbäck, häradshövding
- Måns Bryntesson (Lilliehöök) till Upplo, Gräfsnäs och Lurva, av den gren som senare blir Fårdalagrenen, riksråd, hövitsman
- Ebba Månsdotter (grevinna till Raseborg och friherrinna till Gräfsnäs, av den gren som senare blir Fårdalagrenen), (1529–1609), grevinna av Raseborg.
- Esbjörn Pedersson (till Mem och Sjösa, av den gren som senare blir Fårdalagrenen), ståthållare
- Nils Andersson Lilliehöök (till Fårdala och Nyby), (1561–1619), ståthållare, riksråd
- Lindorm Nilsson eller Lindorm Bonde (son till Nils Persson (Lilliehöök)) (1562–1608), missionär
- Johan Lilliehöök af Fårdala (1598–1642), rikstygmästare, general
- Bengt Christoffersson Lilliehöök (af Gälared och Kolbäck), (1612–1665), överste, landshövding
- Jakob Lilliehöök (af Fårdala), (1633–1657), friherre, major
- Anders Lilliehöök (af Fårdala), (1635–1685) friherre, president
- Carl Mauritz Lilliehöök af Fårdala (1691–1760), psalmförfattare.
- Anders Fabian Lilliehöök af Fårdala (1724–1801), major
- Erik Gustaf Lilliehöök (1807–1878), generalmajor och riksdagsman
- Bertil Lilliehöök (1809–1890), sjömilitär
- Gösta Lilliehöök (1829–1922), major
- Johan Lilliehöök, generalmajor
- Claës Lilliehöök (1841–1929), överste
- Hugo Lilliehöök (1845–1912), marinöverdirektör
- Carl Malcolm Lilliehöök (1847–1928), förste hovmarskalk, ståthållare
- Fredrik Lilliehöök (1860–1930), professor i skeppsbyggnadskonst
- Eric Lilliehöök (1870–1952), kapten
- Bertil Lilliehöök (1870–1967) (1870–1967), överste
- Gösta Lilliehöök (1871–1952), generallöjtnant
- Lennart Lilliehöök (1872–1950), generallöjtnant
- Elsa Wallenberg, född Lilliehöök (1877–1951), tennisspelare
- Eric Lilliehöök (1878–1967), överste
- Gösta Lilliehöök (1884–1974), kapten, tjänsteman vid Radiotjänst (guldmedaljör vid de Olympiska spelen 1912)
- Eleonor Lilliehöök (1887–1977), kvinnosakspolitiker
- Birgitta Lilliehöök (1899–1990), författare, journalist, tecknare
- Svante Lilliehöök (1909–1966), stiftsjägmästare
- Eric Lilliehöök (1910–1990), bibliotekarie
- Ulf Lilliehöök (1914–1991), jägmästare
- Bertil Lilliehöök, (1914–2005) agronom
- Axel Lilliehöök (reklamman) (1930–2015), konstnär och reklamman
- Anna Lilliehöök (född 1947), civilekonom, politiker
- Johan Lilliehöök (född 1963), svensk pionjär inom amerikansk fotboll